# 中間光水蚤
中間光水蚤（学名：Lucicutia intermedia）为光水蚤科光水蚤屬下的一个种。其种加词“intermedia”意为“中间的”。